# レイモンド (漫画)
『レイモンド』は、田丸浩史による日本の漫画作品。『月刊ドラゴンエイジ』（富士見書房）において2005年から2009年まで連載された。全47話。担当編集とのトーク記事『田丸汁詩』（たまるじるし）も同時掲載されており、通常の構成では1話8ページ、田丸汁詩2ページである。
単行本は全3巻。第3巻では、講談社の『ラブやん』第12巻とのコラボレーション企画「愛と未来の田丸祭り」（特製小冊子プレゼントなど）が開催された。

## 概要
何の変哲も無い小学生女子倉橋瑞希の部屋の机の中から突如現れた色黒でデカイ外人レイモンド。英語を話すので名前以外意思の疎通がとれず、泣きそうになったレイモンドを机ごと粗大ゴミ置き場へ。これが瑞希とレイモンドとの出会いとなり、瑞希の日常はこの日より非日常的となっていく。

## 登場人物

### 主役
倉橋瑞希（くらはしみずき）
主人公。メガネをかけている。レイモンドによって平穏な日常を奪われたが、本人はさほど気にしていないらしく、現在の環境に適応している。レイモンドの説明を聞いてさらっと物語の根底を覆す発言をしたりする。未来でとあるVIPの母親になる予定。非常に男勝りな性格をしており、後述する西村や山添をパシリに使ったり、共に野球をしたりする。音痴ながら歌うのが大好き。5年後の女子高生の姿では巨乳になっている。
レイモンド
未来より瑞希を守る為にやって来た海兵隊型ロボット。最初は英語しか話せなかったが、瑞希の塾の先生に教わり、わずか1週間で、たまに大阪弁が出てしまうほど日本語ペラペラになった。さまざまな便利グッズを、ズボンの股間にある「4次元ファスナー」から取り出すことができる。しかし、そのほとんどが役に立たない、もしくは危険な代物である。机の中のタイムマシンで過去へ行くことも出来る。瑞希の怒りに触れたりした場合は、罰として塩水を飲まされる（内部が錆びるのではないかという発想で）。

### 倉橋家の面々
母
フルネームは不明。外国人と付き合っていた経験があり、英語入りノロケ話（エロトーク）を炸裂させつつ、外国語ペラペラと豪語していた。しかし、瑞希にレイモンドの通訳を頼まれた時には殆ど会話が出来ず、「イギリス語などなら話せるが、彼のはアメリカ語」「アメリカ語は他の言語とまったく文法が違って特殊」などと言い出し、レイモンドの話す英語を中途半端、かつ斬新に解釈。事態を混乱させた。後述のシリアルキラー一休さんの大ファンで、北米版の無修正DVDを持っているほどである。

### 瑞希のクラスメート
西村
レイモンドの正体を知っているクラスメートの男子その1。レイモンドが出す未来便利グッズを使って悲惨な事になるのがお約束である。未来の世界では瑞希と結婚し、とあるVIPの父親となる予定。山添と共に思春期の兆しが見えつつある。
山添
レイモンドの正体を知っているクラスメートの男子その2。西村と同じく、レイモンドの未来便利グッズによく巻き込まれる。過去のある出来事から、女家庭教師に大変な思い入れがある（本人の記憶はトラウマ回避のためか修正されている）。西村と同様に12歳の男子らしく性に興味が出つつあるが小池一夫原作の漫画など（主に『実験人形ダミー・オスカー』）から珍妙な知識を得ている。
清岡
瑞希の憧れの人（でも最終的にはフラれた）。瑞希の隣のクラスにいる。瑞希がたびたび西村と間違え、パシリに使わせた。

### 変態
女家庭教師（女保健医）
山添が小学2年の時に雇われていた家庭教師。ショタコンでサディストで牛乳浣腸フェチ。出来の悪い山添の尻にスパンキングした後に難解な問題を出して浣腸で「シリをガバガバ」にする寸前、駆けつけた警官に逮捕される。その後、山添達の小学校で保健医として勤務。性癖は変わっていない。後述する千代の直系の子孫。

### 未来から来たロボット達
ハルエさん
西村の家に昔からいるメイドだが、その正体は、西村を守るために未来から来た、家事に特化した戦闘ロボットである。西村の祖父の時代の写真から全然歳をとっていない事でバレる。昔からレイモンドに負けたことはなく、レイモンドにも容赦無い攻撃をする。また、普段は黒髪のかつらを被っているが、地毛は金髪。西村の母親にはかなり昔から正体がバレている。モットーは「昨日の敵は今日も敵」なので改心したロボイチ、ロボジにも容赦せずにぶちのめし裏山に埋葬する。
ロボイチ
未来からの刺客ロボット一体目。1000歳。瑞希の策略により500年前に放り出され、その後500年生きるうちに色々あって改心した。路傍の石をあやかった僧侶「魯坊」としての顔も持っている。レイモンドやハルエさんより新型で、ナノマシンによる自動修復機能を搭載している。額に『1』と書かれている。
ロボジ
500年間放浪して改心したロボイチが、かつて救えなかった村娘の千代を救うために、タイムマシンを使って500年前に戻った場所にいたロボイチ。本来はロボイチなのだが都合が悪いのでロボジとなる。額に『2』と書かれている。500歳。ロボイチと共に気に入った人物を救ったり歴史の改竄を平気で行っていたが、瑞希周辺の未来は変わっていない。
メトセラ姉さん
未来からの刺客ロボット二体目。瑞希に恩義を感じているロボイチとロボジを500年かけて洗脳して『刺客戦隊 タイム暴漢』として姿を現すがハルエさんに返り討ちに遭う。その後何故か山添の部屋のクローゼットにロボイチ、ロボジと共に住みつく。
ロボットで生殖機能が無いため人間の性についての知識が乏しい。西村の金玉を潰し子孫を作らせないように目論んだことがあるが、西村の勃起にうろたえて失敗している。

### 未来を変えられた存在
シリアルキラー一休さん（元：一休さん）
瑞希が過去にタイムスリップした時に、うっかりとんちの答えを言ってしまったため、暴走して大米龍雲に並ぶ日本最大級のシリアルキラーと化す。その様子は後の世界で成人向けアニメとしてDVD化された（性的描写ではなく、暴力描写によるレーティング）。後に現代へタイムスリップし、実写版『一休さん』でハリウッドスターとなる。俗世にまみれて彼女も出来たせいか、瑞希への恨みは無くなっている。
千代
瑞希の策略で500年前に放り出されたロボイチが出会った少女。身寄りが無いガキA、Bと共に盗みを生業にして暮らしていたが、ガキ達と共に矢により射殺される。後にロボイチ、ロボジが歴史を変えて子供達に囲まれ幸せに天寿を全うした。
コメツキムシ
レイモンドに捕獲されてよし子（メス）と和男（オス）はクチャッとなってしまった。復讐に燃える最後の一匹は西村の修行相手としてハルエさんが巨大化ライトで巨大化させられて西村に特攻。窓ガラスを突き破り、塀の柵で真っ二つになってその生涯を終えた。3匹はレイモンドが西村家の庭に埋めた。
虫の長老
カブトムシの長老。

## 未来便利グッズ
第四次元ファスナー
レイモンドが穿いているズボンの股間にあるファスナー。未来アイテムが置いてある第四次元空間につながっている。予備のファスナーとの行き来も可能。手品のネタにも使用される。
どこでもヘリコプター
最初に出した普通のヘリコプター。出した後、重すぎて元に戻す事も出来ずに瑞希の部屋に大穴を空けることに。
ピストル
未来の護身グッズ。人に向けるとその人は死ぬ。日本では当然銃刀法違反なので、出した直後にレイモンドは待ち構えていた警察に連行される。
タイムマシン
過去にも未来にも行けるマシン。本編で一番使われている本当に便利なグッズ。ギャグ漫画であるためタイムパラドックスは存在しない。
どこにでも小窓
その時代のどこにでも行ける小窓。相手の背後に現れて拉致する為に使う事が多いが逆襲される可能性もある。
変身ポンプ
注射後3分間、望みの姿に変身できるが、望みの姿を思い描かずに注射されると体の形を掴めずにドロドロな姿になったり、イメージが顔だけだと顔だけ変身する。変身中の3分間は変身前に重傷を負っても回復する（3分経てば元の重傷に戻るのであまり意味が無い）。
吸引ポンプ
豊胸用のポンプ。
立体化スキャナー
文字通りスキャンした物を立体化する。潰れた虫すらも立体化して大きさも補正してくれる厄介な道具。
巨大化ライト
物体を大きくする。電池の向きを変えると小型化ライトになる。